# خوشنام (مجموعه تلویزیونی لهستانی)
خوشنام (لهستانی: Biała wizytówka؛ معنای تحت‌اللفظی: لوح پاک) یک مجموعهٔ تلویزیونی درام جنگی لهستانی است که در سال ۱۹۸۶ ساخته شد و در ۳ ژانویهٔ ۱۹۸۹ منتشر شد.

## گزیدهٔ بازیگران
- مارک بارباشیویچ
- یژی بینچیتسکی
- هنریک بیستا
- یان انگلرت
- ماریا گوادگوفسکا
- بوگوسواف لیندا
- اولگیرد ووکاشِـویچ
- میروسواوا مارخلوک
- یان نووینسکی
- دانیل اولبریخسکی
- گراژینا شاپوووفسکا
- یژی ترلا
- ویسواف وویچیک
- وویچیخ ویسوتسکی
- یان یانکوفسکی